# Agustín Muñoz Grandes
Agustín Muñoz Grandes (Carabanchel Bajo, 27 gennaio 1896 – Madrid, 11 luglio 1970) è stato un politico e generale spagnolo.

## Biografia
Frequentò l'Accademia militare di Toledo e partecipò alla guerra civile spagnola, essendo uno dei primi fedeli del generalissimo Francisco Franco.
Nel 1939 divenne segretario generale della Falange e nel 1941, durante la seconda guerra mondiale, fu scelto come comandante del Corpo di spedizione spagnolo che partecipò all'invasione dell'Unione Sovietica e alla lunga e micidiale guerra sul fronte orientale. La cosiddetta División Azul, schierata alle dipendenze del Gruppo d'armate Nord tedesco, si distinse in numerose battaglie.
Nel dopoguerra occupò posizioni rilevanti all'interno del regime franchista, essendo capitano generale della Regione Militare di Madrid, poi ministro della Difesa tra il 1951 ed il 1957. Durante tale periodo fu fautore del riavvicinamento tra Spagna e Stati Uniti. Nel 1957 fu nominato Capo di Stato Maggiore Generale.
Divenne vicepresidente del Consiglio dal 1962 al 1967, il che lo rese uno dei personaggi più importanti del regime. Decadde dalla carica per la sua ostilità alla restaurazione monarchica voluta da Franco, sostituito da Luis Carrero Blanco, ma restò comandante delle forze armate fino alla sua morte.
Morì a Madrid nel 1970.